# Rippach (Saale)

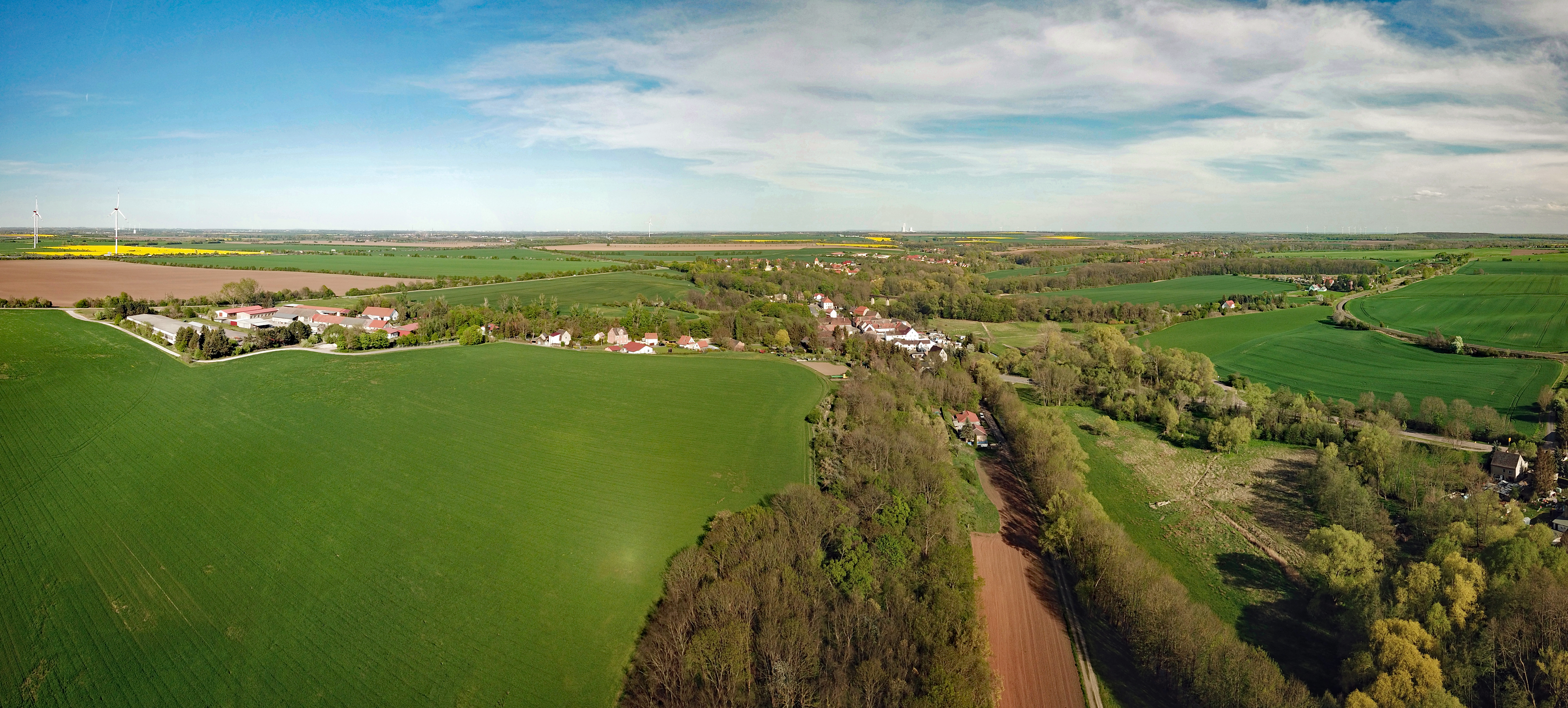
Luftbild Rippachtal (Blick nach Osten über das Dorf Rippach)

Die Rippach ist ein Bach in Sachsen-Anhalt. Sie entspringt in Kistritz, einem Ortsteil von Krauschwitz (Teuchern), und mündet nach 27,2 km bei Dehlitz rechtsseitig in die Saale.

## Geographie

Mündung der Rippach in die Saale

Der Bach entwässert einen Teil des Saale-Unstrut-Triaslandes im Burgenlandkreis zwischen den Mittelstädten Weißenfels und Zeitz. Die Landschaft ist ländlich geprägt. Neben zahlreichen Dörfern und Weilern liegen die Landstädte Teuchern und Hohenmölsen an der Rippach. 
Das Bachtal hat nur geringe Höhenunterschiede an seinen Flanken und hat den Charakter einer Feldmulde. Es wird von den Bahnstrecken Großkorbetha–Deuben und Weißenfels–Zeitz sowie von der Bundesautobahn 9 gekreuzt, deren nahes Kreuz mit der Bundesautobahn 38 nach dem Bachtal benannt ist (siehe Autobahnkreuz Rippachtal).

## Geschichte
Ende des 16. Jahrhunderts wurde der Rippach über den Elsterfloßgraben Wasser aus der Weißen Elster zugeführt. Dies geschah im Zuge des Holztransportes zur Saline Poserna und wurde nach deren Stilllegung wegen Unrentabilität nach wenigen Jahren wieder eingestellt.
1632 gehörte die Rippach zum Schauplatz der Schlacht bei Lützen.
Bis 1815 bildete die Rippach einen Teil des Grenzverlaufes zwischen den (kur-)sächsischen Ämtern Weißenfels im Westen und Lützen im Osten.
Das letzte schwere Hochwasser ereignete sich 1941; dabei wurde die Stadt Teuchern zu großen Teilen unter Wasser gesetzt.

## Flussname
Der Name des Baches wurde erstmals 976 als Ripe erwähnt. Über Ridebach wandelte der Name sich zum heutigen Rippach. Abgeleitet ist der Name vom althochdeutschen riot bzw. dem mittelhochdeutschen riet (vgl. auch Reet), was Schilfrohr bedeutet. Es handelt sich also um den Schilfrohrbach. Eine alternative Etymologie leitet den Namen vom mittelniederdeutschen rīde „Rinne, Gosse“  ab. In einer älteren Quelle wird der Bach auch Rittbach genannt.